# Poblado Palo Verde
Poblado Palo Verde är en ort i Mexiko.   Den ligger i kommunen Mexicali och delstaten Baja California, i den nordvästra delen av landet, 2 200 km nordväst om huvudstaden Mexico City. Poblado Palo Verde ligger 6 meter över havet och antalet invånare är 122.
Terrängen runt Poblado Palo Verde är platt. Runt Poblado Palo Verde är det ganska tätbefolkat, med 58 invånare per kvadratkilometer. Närmaste större samhälle är Mexicali, 8,6 km norr om Poblado Palo Verde. Omgivningarna runt Poblado Palo Verde är i huvudsak ett öppet busklandskap.